# ビルトン

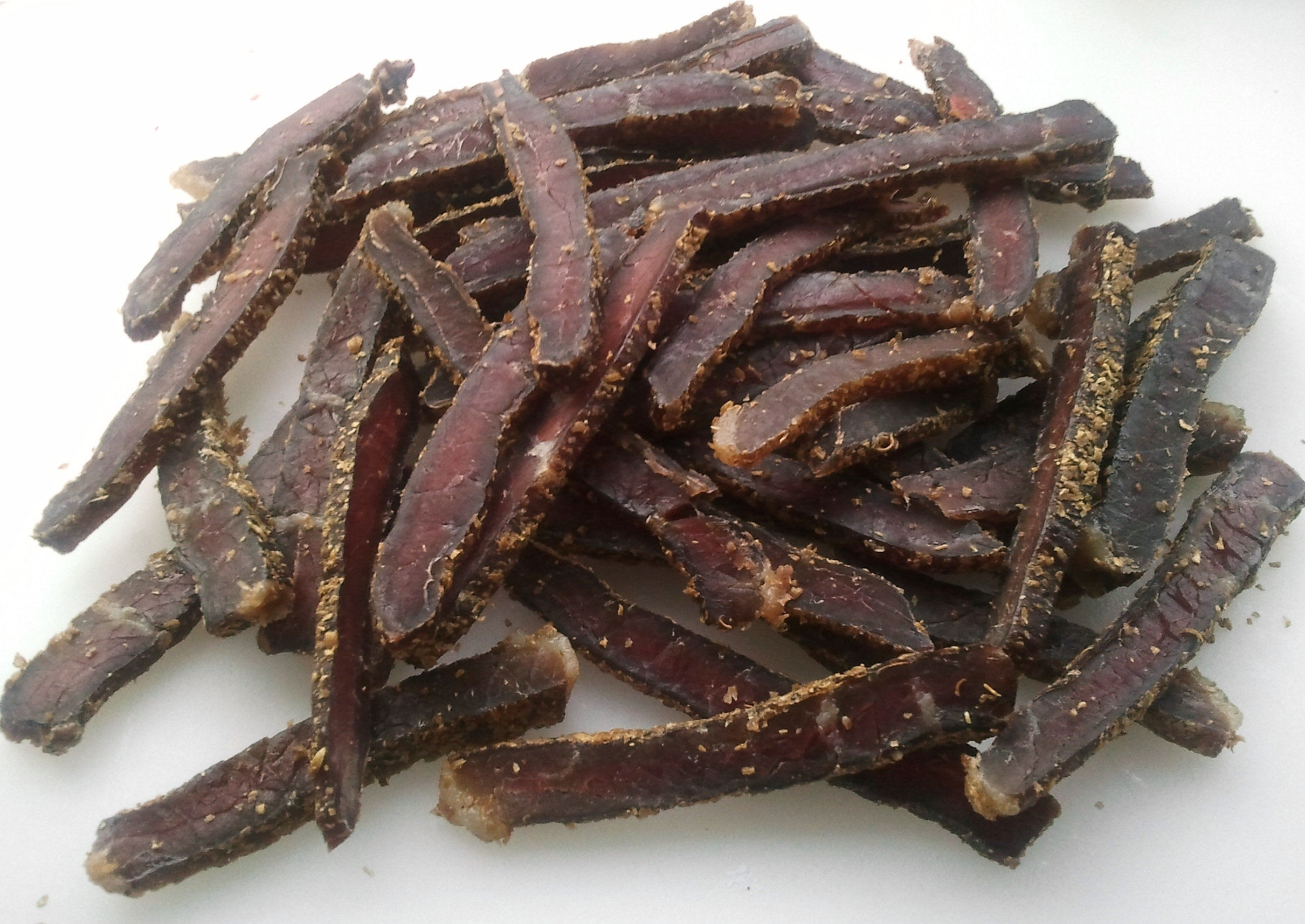
スライスされたビーフ・ビルトン

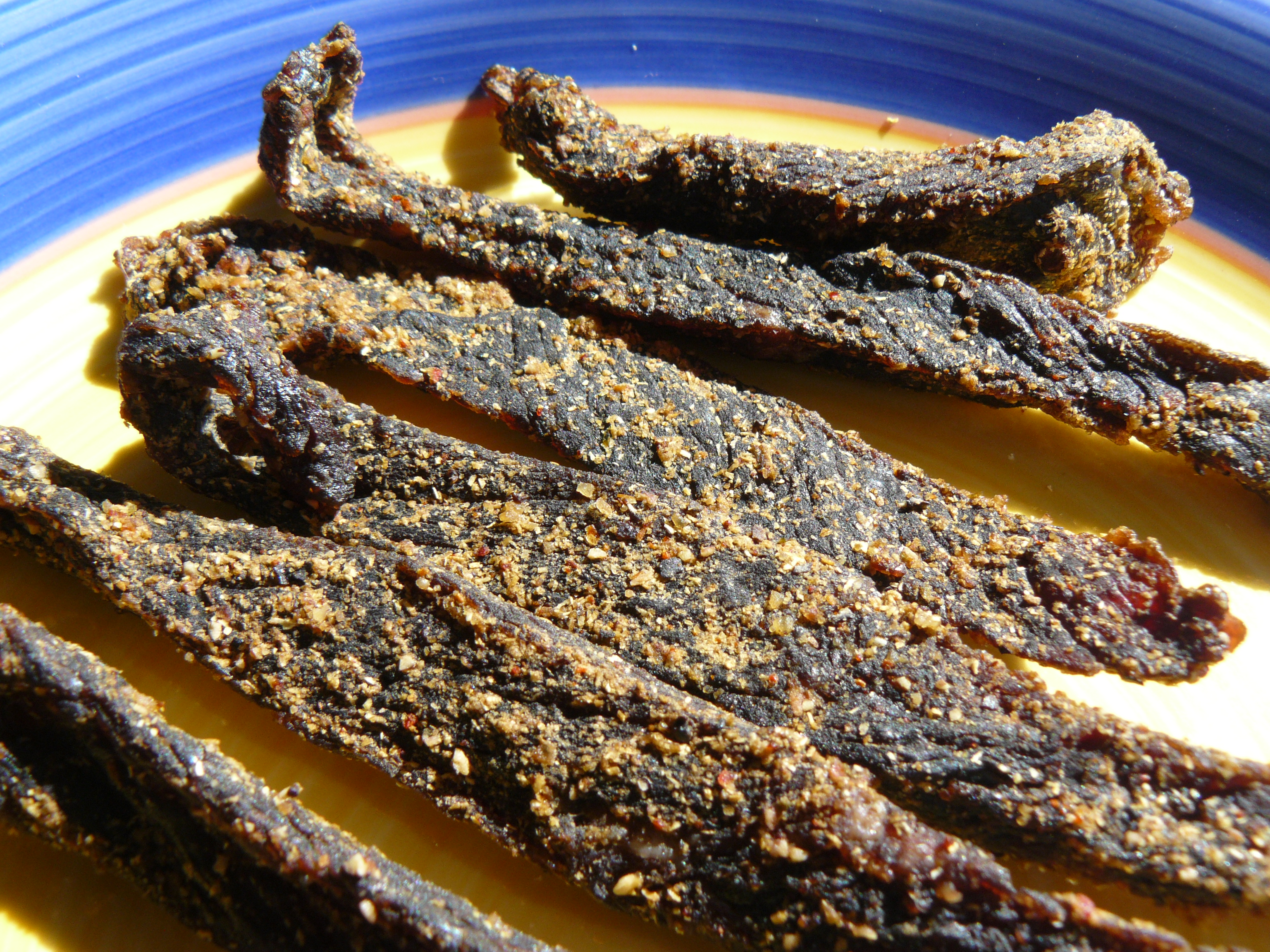
自家製の棒状のビルトン

ビルトン、ビルトング（英語: biltong）は、南部アフリカ諸国（南アフリカ、ジンバブエ、マラウイ、ナミビア、ボツワナ、ザンビア）で生まれた乾燥した生肉である。牛肉からダチョウやクーズーなどのジビエまで、さまざまな種類の肉が使用される。また、切り方も様々で、ヒレ肉を筋肉の目に沿って短冊状にカットしたものや、平らな部分を目に沿ってスライスしたものなどがある。ビーフジャーキーと同じように肉をスパイスで乾燥させたものであるが、代表的な材料や味、製造工程が異なる場合がある。
ビルトンの語源は、オランダ語のbil（「尻」）とtong（「舌」）である。

## 起源
サバイバル技術として、肉の保存法は、古代までさかのぼる。
ヨーロッパの船乗りは、長い旅に備えて肉を塩や塩水に漬けて保存した。17世紀初頭、アフリカ南部に入植したヨーロッパ人（オランダ人、ドイツ人、ポルトガル人、フランス人）は、酢や硝石（硝酸カリウム）を使って肉を保存した。
硝石はボツリヌス症の原因菌であるボツリヌス菌を殺菌し、酢の酸味はボツリヌス菌の増殖を抑制する。世界保健機関（WHO）によると、ボツリヌス菌は酸性の環境（pH4.6以下）では増殖しないため、酸性の食品では毒素が生成されない。
他にも、ある種のスパイスの抗菌作用は、古代から利用されており、オランダ人がビルトンに使用したスパイスには、コショウ、コリアンダー、クローブなどがある。
2017年1月、ポルトガルのベイラ・インテリア大学の研究グループが、12種類の細菌株に対するコリアンダーオイル（コリアンダーは、最も基本的なビルトンに使用される主要なスパイスの1つ）の抗菌性に関する研究を発表した。その発表によると、12種類の細菌株のうち10種類が、比較的低濃度のコリアンダーオイル（1.6％）で死滅した。効果的に死滅しなかったセレウス菌とエンテロコッカス・ファエカリスでも、コリアンダーオイルはその増殖を大幅に抑制した。
南アフリカでの効果的な肉の保存法の必要性は切迫していた。家畜の群れを作るのには時間がかかるが、南アフリカでは狩猟が盛んなため、イランドなどのアフリカの大型動物の肉を温暖な気候で保存するために、効果的な方法が求められていた。
現在のビルトンは、グレート・トレック（大航海時代）にケープ植民地から北上し、イギリスの支配から逃れて南アフリカの奥地に向かう際、保存性のある食料の備蓄を必要としたフォールトレッカーズが運んだ乾燥肉から発展したものである。
酢とスパイスで調理された肉は、冬の間2週間ほど吊るされて自然乾燥された。適度に乾燥させた後、カビを防ぐために空気を循環させる布製の袋に入れて梱包された。

## 材料
ビルトンの一般的な材料として以下の物が挙げられる。
- 肉
- ブラックペッパー
- コリアンダー
- 塩
- 酢

現代では、バルサミコ酢やモルトビネガー、砂糖、乾燥唐辛子、ナツメグ、パプリカ、レモン汁、ニンニク、重曹、ウスターソース、オニオンパウダー、硝石などを加えることもある。

## 肉
冷蔵設備が導入される前の南アフリカでは、肉を保存するために塩漬けが用いられていた。しかし、ジビエに比べて安価で広く出回っていることから、現在では牛肉を使ったビルトンが主流となっている。最高級の肉として、フィレ、サーロイン、またはトップサイドやシルバーサイドなどの腰の部分をカットしたステーキが使われることもある。それ以外の部位も使用できるが、品質はそれほど高くないとされている。
また、ビルトンに使用される肉には以下のようなものがある。
- 鶏肉、チキン・ビルトンと呼ばれている。
- 魚肉、ボコムズ、シャーク・ビルトンと呼ばれる[9][10]。ボコムズは、乾燥エンゼルフィッシュや乾燥スヌークなどの他の魚の干物と混同されやすいが別のもの。
- クドゥ、スプリングボック、ヌーなどのジビエ
- ダチョウ肉

## 調理
伝統的にビルトンは、細菌やカビの発生を最小限に抑えることができる寒い冬の時期にのみ作られていた。レシピによっては、肉を酢（グレープビネガーが伝統的だが、バルサミコ酢やサイダーなどでもよい）に数時間漬け込み、酢を落としてから塩とスパイスで味付けをするものもある。スパイスは、肉にたっぷりと振りかけて擦り込む。防腐剤として硝石（硝酸カリウム）を加えることもできる（冷凍保存しない湿ったビルトンに必要）。その後、さらに数時間（または一晩冷蔵）放置し、余分な水分を流してから乾燥機にかける。
伝統的なレシピの中には、酢、塩、スパイスの溶液に一晩（12～24時間）浸けておくというものもある。スパイスは、岩塩、コリアンダー（少し炒ったもの）、粗挽き黒胡椒、ブラウンシュガーを同量ずつ混ぜるのが伝統的である。WHO（世界保健機関）によると、酢にはボツリヌス菌を抑制する働きがあり、塩、コリアンダー、胡椒、クローブには抗菌作用があるとされている。

## 乾燥

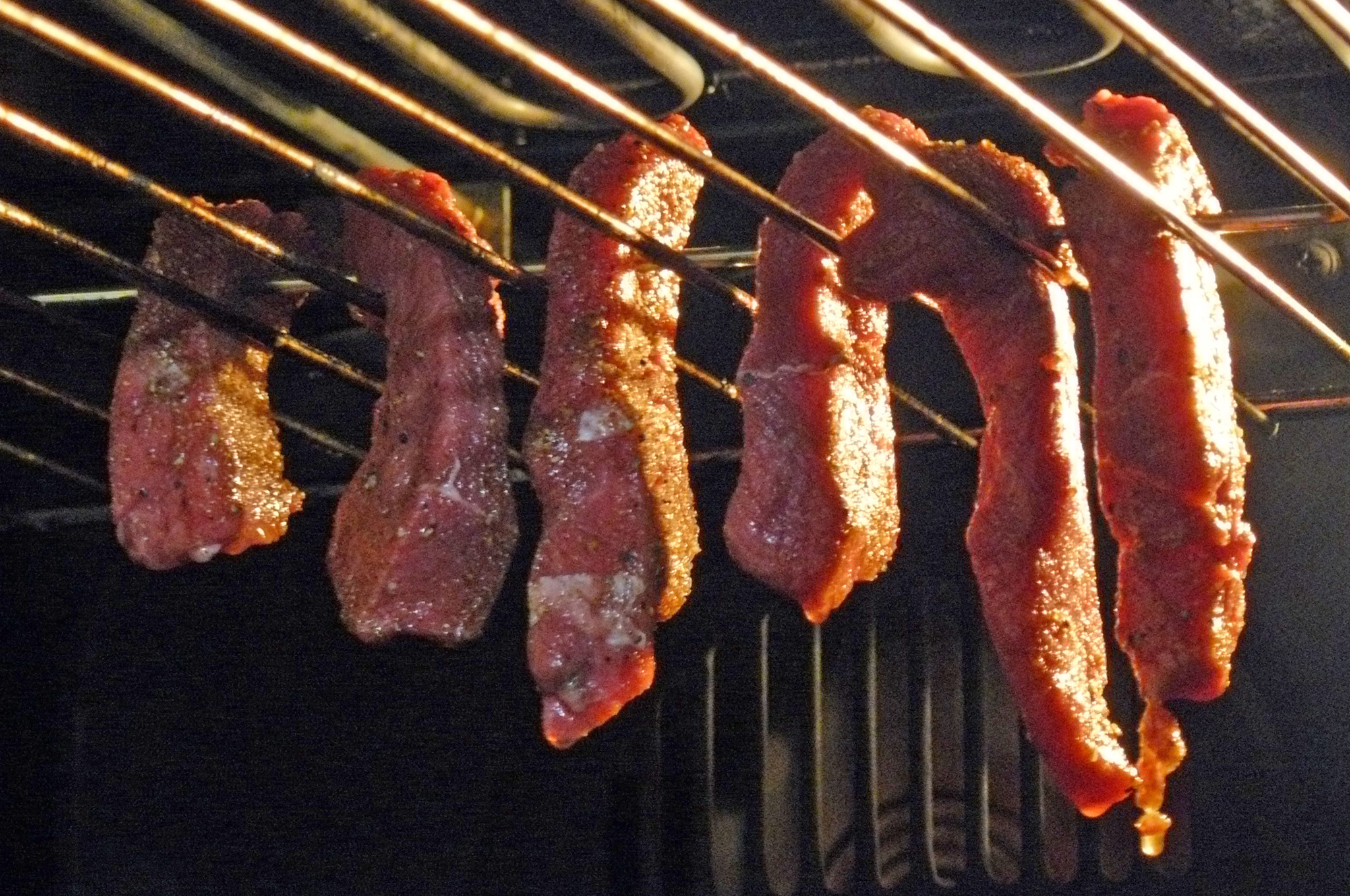
電気オーブンを使って速く作られるビルトン

伝統的にビルトンは、南アフリカのハイベルトの寒い冬の時期に作られていた。寒くて乾燥した空気は、より効果的にビルトンを乾燥させ、最高の環境を実現した。カビやバクテリアのリスクは最小限に抑えられ、厚めにカットされたビルトンを吊るしてゆっくりと乾燥させることで、より豊かな食感、充実した風味、濃い色を得ることができた。熱を加え出したのは近年のことであり、伝統的なビルトン・メーカーは、熱を加えると結果的に加えないものより劣ったものになると主張している。細菌やカビが繁殖する恐れがあるため、ダンボールや木製のビルトンボックス（都市部）や空調の効いたドライルーム（商業部）などで行われる加熱は、硝酸塩や亜硝酸塩を添加しなければ実現できない。使用する香辛料によって、さまざまな風味が生まれる。寒冷地では、電気ランプを使って肉を乾燥させることでもビルトンを作ることができるが、肉にカビが生える可能性があるため、換気に注意しなければならない。
伝統的な方法でゆっくりと乾燥させると、約4日で中程度の硬さになる。扇風機付きのオーブンを40～70℃に設定し、扉を少しだけ開けて湿った空気を外に出すと、約4時間で肉を乾燥させることができる。
オーブンで乾燥させた肉は調理後1〜2日で食べられるが、伝統的なビルトン・メーカーは、ゆっくりと時間をかけて乾燥させた肉の方が安全で高品質であると主張している。

## ジャーキーとの比較
ビルトンはジャーキーと主に以下の点で異なる。

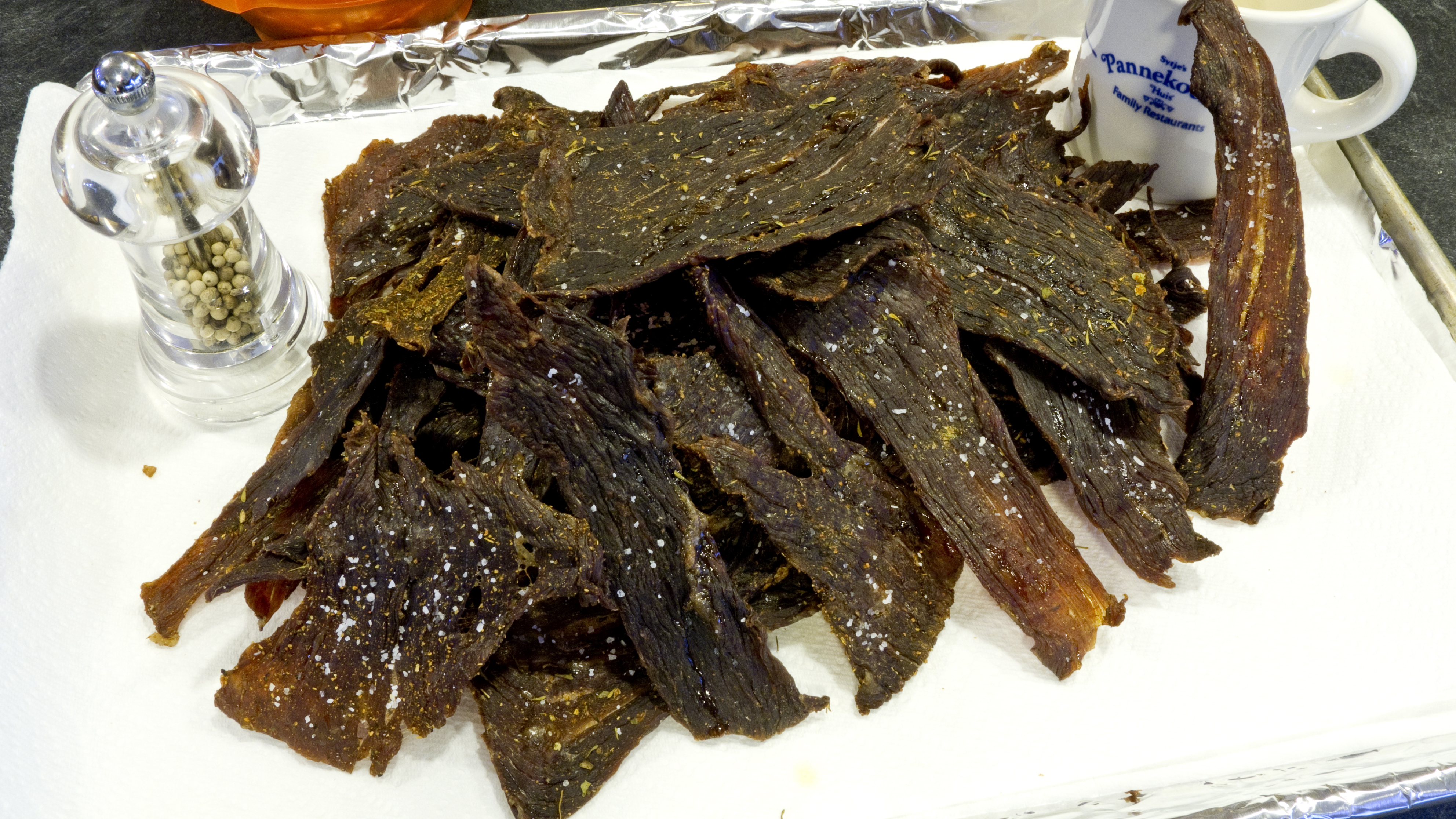
ビーフジャーキー

- ビルトンに使用される肉は、乾燥した空気の中でゆっくりと時間をかけて乾燥させるため、厚い肉を使用している。対して、ジャーキーでは通常、非常に薄い肉が使用される。
- ビルトンに使われる酢、塩、スパイスは、乾燥過程で肉を硬化させるとともに、食感と風味を加える。対して、ジャーキーは伝統的に塩と一緒に乾燥させるが、酢は使わない。
- ジャーキーはしばしば燻製されるが、ビルトンはほとんど燻製されない[16]。
- ビルトンには通常、砂糖が使われないが、ジャーキーにはほとんどの場合、砂糖が使われる[17]。

## 販売

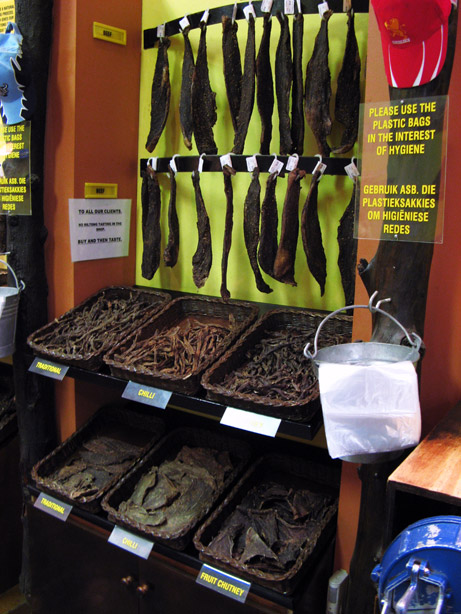
ヨハネスブルグの食料品店で並べられているビルトン

南アフリカの精肉店や食料品店でよく見られるビルトンは、幅広の短冊状（小さな棒を意味するstokkiesなどと呼ばれる）で購入することができる。また、プラスチックの袋に入って売られていることもあり、細かく刻まれているものや、ビルトン・チップスとしてスライスされているものもある。
また、専門の小売店でも販売されており、これらの店では、「ウェット」（湿った状態）、「ミディアム」、「ドライ」のいずれかで販売されている。また、脂肪分の多いものを好む人もいれば、できるだけ脂肪分の少ないものを好む人もいる。

## 食料
おやつとして食べられるのが一般的だが、角切りにしてシチューに入れたり、マフィンやポットブレッドなどに加えたりもする。また、ビルトン味のポテトチップスや、チーズスプレッドなども製造されている。細かく刻んだビルトンは、パンやサンドイッチに挟んで食べられる。
また、赤ちゃんの歯固めとしても使われている。
ビルトンは高タンパク食品である。100gのビルトンを作るのに、約200gの牛肉が必要とされることが多いが、ビルトンの製造過程では、ほとんどのタンパク質がそのまま保存される。ビルトンには、タンパク質含有量が67%に達するものもある。

## 世界

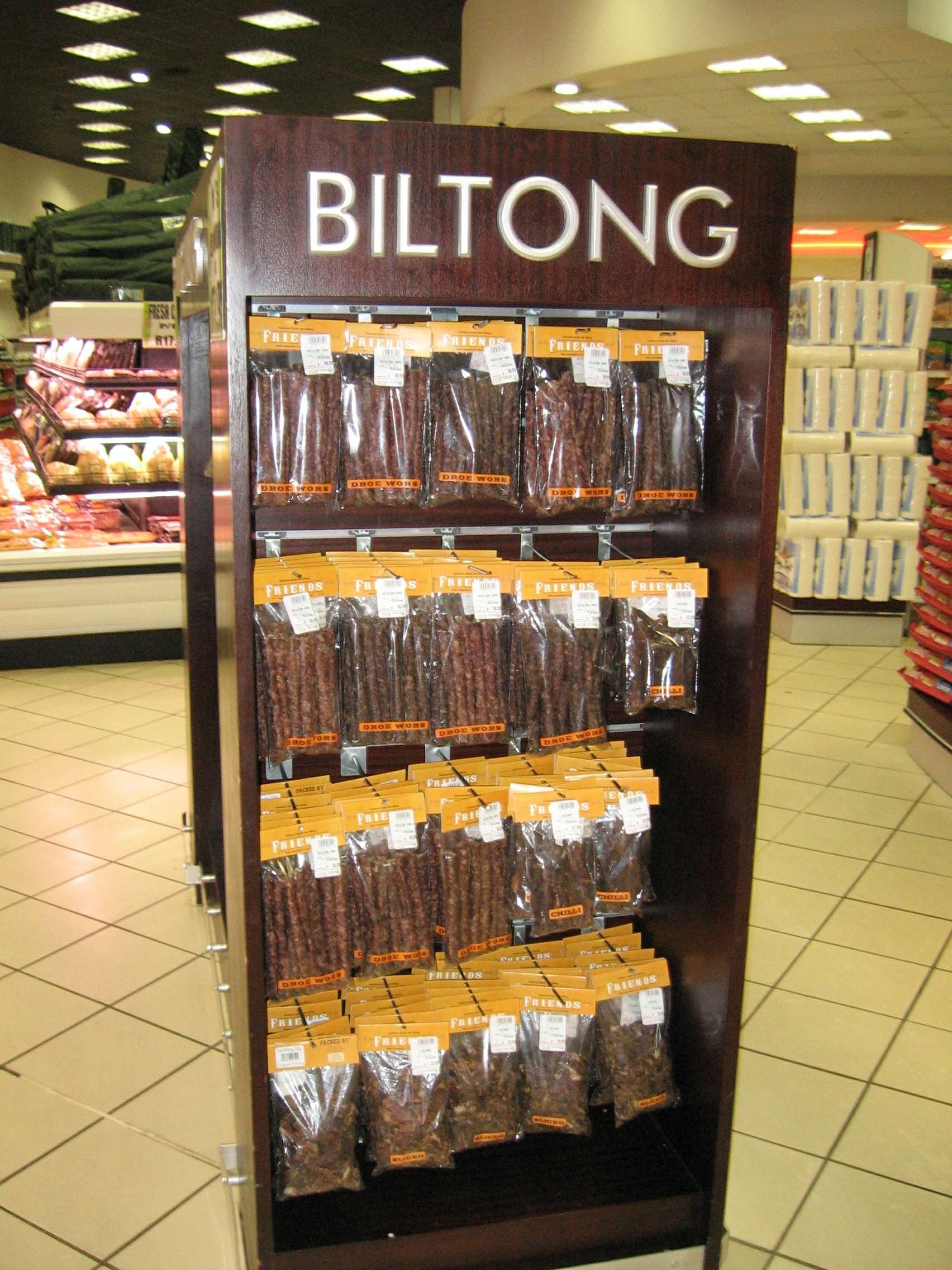
ヨハネスブルグのスーパーで売られている小分けされたビルトン

ビルトンの人気は、カナダ、イギリス、オーストラリア、ニュージーランド、アイルランド、アメリカ、インドなど、南アフリカ出身の人口が多い他の多くの国に広がっている。また、ドイツ、アイルランド、韓国など、世界各地の南アフリカ人コミュニティでもビルトンが作られている。
南アフリカで作られたビルトンは、イギリス税関とその後継機関であるイギリス歳入関税庁が定めた非欧州連合諸国からの肉製品の輸入に関する規則により、英国に輸入することができないため、英国で生産されている。
アメリカではビーフジャーキーが伝統的に人気のある乾燥肉であるため、ビルトンは比較的珍しい存在であったが、ここ5年ほどの間に、南アフリカから現地の文化や食品を持ち込んだ移民を中心に少しずつ登場している。南アフリカでは口蹄疫の発生が懸念されているため、アメリカ合衆国農務省はビルトンの輸入に際して、南アフリカ政府機関が発行する食肉検査証明書の添付を義務付けている。

### 似ている食べ物
ビルトンに似た食べ物として、以下のような物が挙げられる。
- ブレサオラ
- カルネ・セカ
- チェーチナ（英語版）
- チャルキ
- ドローウォース（英語版）
- ジャーキー
- キリシ（英語版）
- メトヴォルスト
- モハマ（英語版）
- パスティルマ（英語版）
- ペミカン
- スリンゼガ（英語版）